# Роберто Тельч
Роберто Тельч (ісп. Roberto Telch, 6 листопада 1943, Діпартіменто-ді-Сан-Альберто — 12 жовтня 2014, Буенос-Айрес) — аргентинський футболіст, що грав на позиції півзахисника. Відомий за виступами в низці аргентинських клубів, а також у складі національної збірної Аргентини, у складі якої був учасником чемпіонату світу 1974 року. Чотириразовий чемпіон Аргентини.

## Клубна кар'єра
Роберто Тельч народився у провінції Кордова. У дорослому футболі дебютував 1962 року виступами за команду «Сан-Лоренсо», в якій провів тринадцять сезонів, взявши участь у 413 матчах чемпіонату. Більшість часу, проведеного у складі «Сан-Лоренсо», був основним гравцем середньої лінії команди. у складі клубу чотири рази ставав переможцем першості країни.
У 1976—1979 років Роберто Тельч грав у команді «Уніон», а завершив виступи на футбольних полях після закінчення сезону 1980 року, який він провів у складі клубу «Колон».

## Виступи за збірну
1964 року дебютував в офіційних матчах у складі національної збірної Аргентини. У складі збірної брав участь у чемпіонаті світу 1974 року у ФРН. Протягом кар'єри у національній команді, яка тривала 11 років, провів у її формі 24 матчі, забивши 2 голи.

## Після завершення кар'єри футболіста
Роберто Тельч після завершення виступів на футбольних полях тренував низку команд нижчих ліг Аргентини. Пізніше він також працював тренером молодіжної команди клубу «Сан-Лоренсо» Помер Роберто Тельч 12 жовтня 2014 року на 71-му році життя у місті Буенос-Айрес.

## Титули і досягнення
- Чемпіон Аргентини (4):

«Сан-Лоренсо»: 1968 (Метрополітано), 1972 (Метрополітано), 1972 (Насьональ), 1974 (Насьональ)
- Переможець Панамериканських ігор: 1971
- Срібний призер Панамериканських ігор: 1963